# Jeron
Jeron is een bestuurslaag in het regentschap Boyolali van de provincie Midden-Java, Indonesië. Jeron telt 6023 inwoners (volkstelling 2010).